# Dominus ac Redemptor
Il Dominus ac Redemptor (in italiano Signore e Redentore) è una lettera apostolica in forma di breve, promulgata il 21 luglio 1773 da papa Clemente XIV, con cui il pontefice soppresse la Compagnia di Gesù.

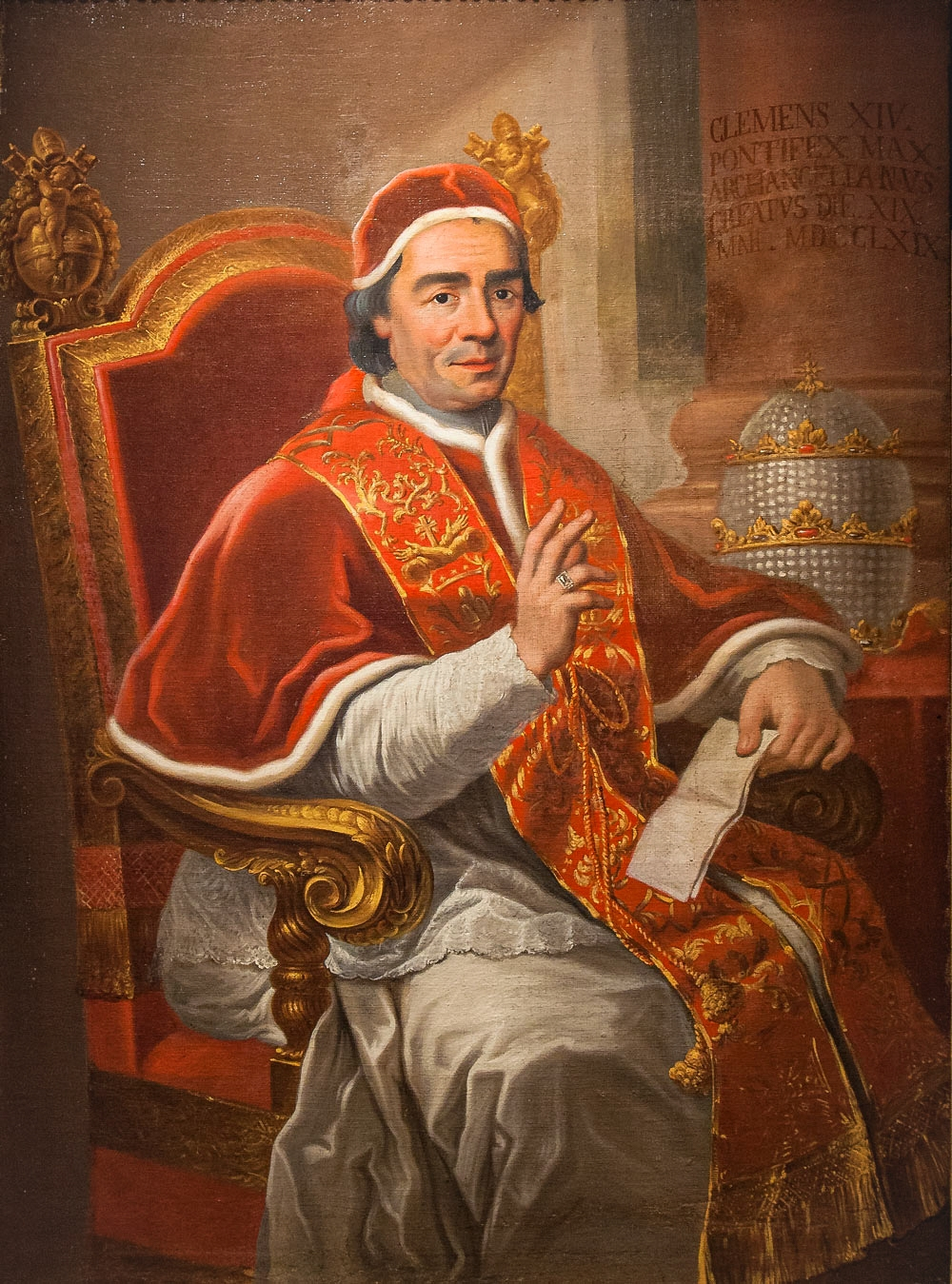
Ritratto di papa Clemente XIV, che ordinò la soppressione dei gesuiti con il breve Dominus ac Redemptor

## Antefatto e circostanze
Durante il XVIII secolo il potere dell'ordine dei Gesuiti in Europa aveva avuto un notevole incremento, dal momento che essi rappresentavano una forza anche e soprattutto politica in grado di contrapporsi allo stesso Stato della Chiesa. Molti appartenenti all'ordine erano inoltre scelti dalle principali famiglie reali ed aristocratiche europee come istitutori o consiglieri, il che rendeva possibile per i gesuiti influenzare molte decisioni che venivano prese anche in campo non prettamente religioso, ed indubbiamente favorendo il loro stesso ordine. L'ordine, relativamente giovane (era stato fondato solo nel Cinquecento), aveva in soli due secoli raggiunto le massime vette ecclesiastiche, ma a metà del XVIII secolo questo ruolo dei gesuiti era ormai divenuto troppo invadente per molti: essi erano stati espulsi dal Brasile (1754), dal Portogallo (1759, dove detenevano una percentuale altissima di possedimenti terrieri), dalla Francia (1764), dalla Spagna e dalle sue colonie (1767) nonché dal Ducato di Parma (1768). Sebbene più volte emissari delle corte borboniche avevano fatto pressione su Clemente XIII perché si spingesse a sopprimere l'ordine, questi si era sempre rifiutato, vedendoli come una valida risorsa di cui la Chiesa ancora poteva servirsi ed essendo stato da loro educato e sempre vicino agli ambienti gesuiti in Italia. La crisi sembrò perpetuarsi con la morte di Clemente XIII quando il conclave venne chiamato a scegliere il suo successore al soglio di Pietro, e la scelta ricadde sul cardinale Giovanni Ganganelli, un frate francescano conventuale, che prese il nome di Clemente XIV.
Per diversi anni Clemente XIV cercò di placare i nemici della Compagnia di Gesù trattando l'ordine freddamente: si rifiutò di ricevere Lorenzo Ricci, superiore generale dei gesuiti ed impose all'ordine di non ricevere più novizi. Il caso era ormai scoppiato a livello internazionale e per questo Clemente XIV prese la decisione definitiva di sopprimere l'ordine dei gesuiti col breve Dominus ac Redemptor il 21 luglio 1773.

## Contenuto

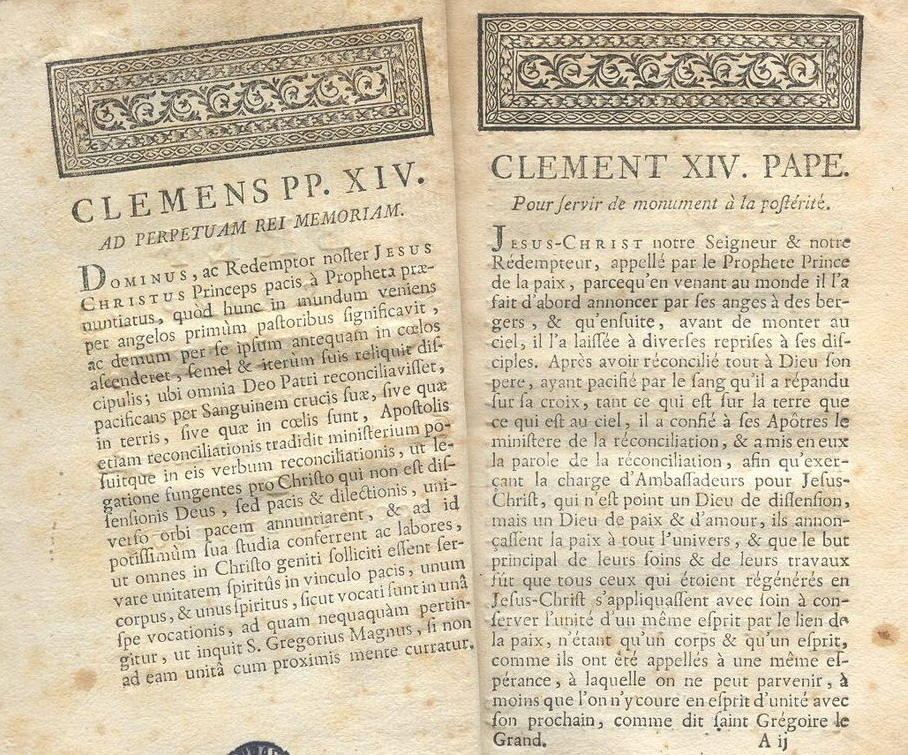
La copertina della Dominus ac Redemptor in francese ed in latino

Il documento si compone di 45 paragrafi.
Nel paragrafo introduttivo, Clemente XIV spiega le proprie ragioni con la seguente frase: Nostro Signore è venuto sulla terra come "Principe di pace". Questa missione di pace è stata trasmessa agli apostoli come dovere per i successori di San Pietro, una responsabilità che il papa deve mantenere con l'incoraggiamento delle istituzioni e rimuovere, se necessario, gli impedimenti alla pace stessa. Quindi non solo per colpevolezza, ma anche per il voler turbare l'armonia e la tranquillità nella Chiesa, si può giustificare la soppressione di un ordine religioso.
Quella che viene poi fatta seguire è una lunga sessione nella quale Clemente XIV indica le ragioni per cui, a suo giudizio, si dovesse estinguere la Compagnia di Gesù, pur non prendendo ufficialmente posizione sulla validità o meno delle tesi espresse:
1. Una lunga serie di accuse mosse alla Compagnia.
2. Il fatto che, durante la sua storia, sempre la Compagnia avesse incontrato critiche talvolta anche aspre riguardo al suo operato
3. Il disastro provocato dal comportamento dei gesuiti in cuore alle compagnie cattoliche mondiali e nei governi.

Vi è inoltre una sessione tecnica finale nella quale Clemente XIV pronuncia la sentenza ufficiale di soppressione della Compagnia di Gesù, pur senza condannarne l'operato.

## Esecuzione del breve
Un secondo breve, dal titolo Gravissimis ex causis (16 agosto 1773) venne emanato con l'intento di formare una commissione di cinque cardinali incaricati del compito di informare i gesuiti e di risolvere i problemi tecnici causati dalla soppressione pontificia. Due giorni più tardi, una lettera del cardinale presidente della commissione ordinò a tutti i vescovi della chiesa di diffondere il breve voluto dal pontefice in tutte le case, residenze o scuole gesuite. Questo approccio inusuale alla faccenda creò non pochi problemi, dal momento che i paesi non cattolici come Prussia e Russia proibirono ai vescovi cattolici ivi residenti di promulgare l'editto e ordinarono ai gesuiti di continuare la loro attività in loco come se nulla fosse accaduto.